# Ialomița (flod)
Ialomița (rumænsk: râul Ialomița pronounced [ˈjalomit͡sa] ( </img> ) er en flod i det sydlige Rumænien. [1] [2] Det rejser sig fra Bucegi-bjergene i Karpaterne . Den løber ud i Borcea-grenen af Donau i Giurgeni .  Den er 417 km lang, og dens afvandingsområde er 10.350. Dens gennemsnitlige vandmængde ved udmundingen er 45 m2/s. [4] Distriktet Ialomița har navn efter floden.
Den øvre række af floden er nogle gange kaldt Valea Obârșiei eller Obârșia Ialomiței.

## Lokaliteter
Følgende lokaliteter ligger langs floden Ialomița, fra kilde til udmunding: Moroeni, Pietroșița, Fieni, Pucioasa, Doicești, Aninoasa, Târgoviște, Răzvad, Comișani, Băleni, Băleni Coja, Finca ți, Finca ți, Finca ți, Finca ți, Finca ți, Fi Manasia, Alexeni, Ion Roată, Sfăntu Gheorghe, Balaciu, Căzănești, Ciochina, Andrășești, Perieți, Slobozia, Cosâmbești, Bucu, Sudițiand .
De største byer ved Ialomița er Târgoviște og Slobozia.

## Bifloder
Følgende floder er bifloder til floden Ialomița (fra kilden til mundingen):
- Fra venstre: Valea Șugărilor, Cocora, Lăptici, Scândurari, Blana, Nucet, Oboarele, Scropoasa, Orzea, Brândușa, Gâlma, Ialomicioara (I), Rușeț, Bizdidel, Slănic de ălădico, Slănic de Răvădico, Slăvădic, Slăvădic, Slăvădic, Slăvădic, Slăvădico, , Cotorca, Sărățuica, Fundata, Valea Lată Sărată
- Fra højre: Valea Doamnelor, Valea Sucheniței, Horoaba, Coteanu, Valea Văcăriei, Tătaru, Gâlgoiu, Mircea, Bolboci, Lucăcilă, Zănoaga, Valea Cabanierului, Brătei, Izvorul Raciu, Se Colți, Izvorul Raciu, Se II), Vulcana, Izvor, Racovița, Sticlărie, Snagov, Cociovaliștea, Comana.

## Historie
Naparis-floden , nævnt i Herodots Histories Bog 4 , er sandsynligvis den moderne Ialomița. Naparis var en af fem skytiske floder nævnt af Herodot, som begyndte i Skytien (en) og løb ud i Donau.
- Se også: Skyter